# Krzyż Eufrozyny Połockiej

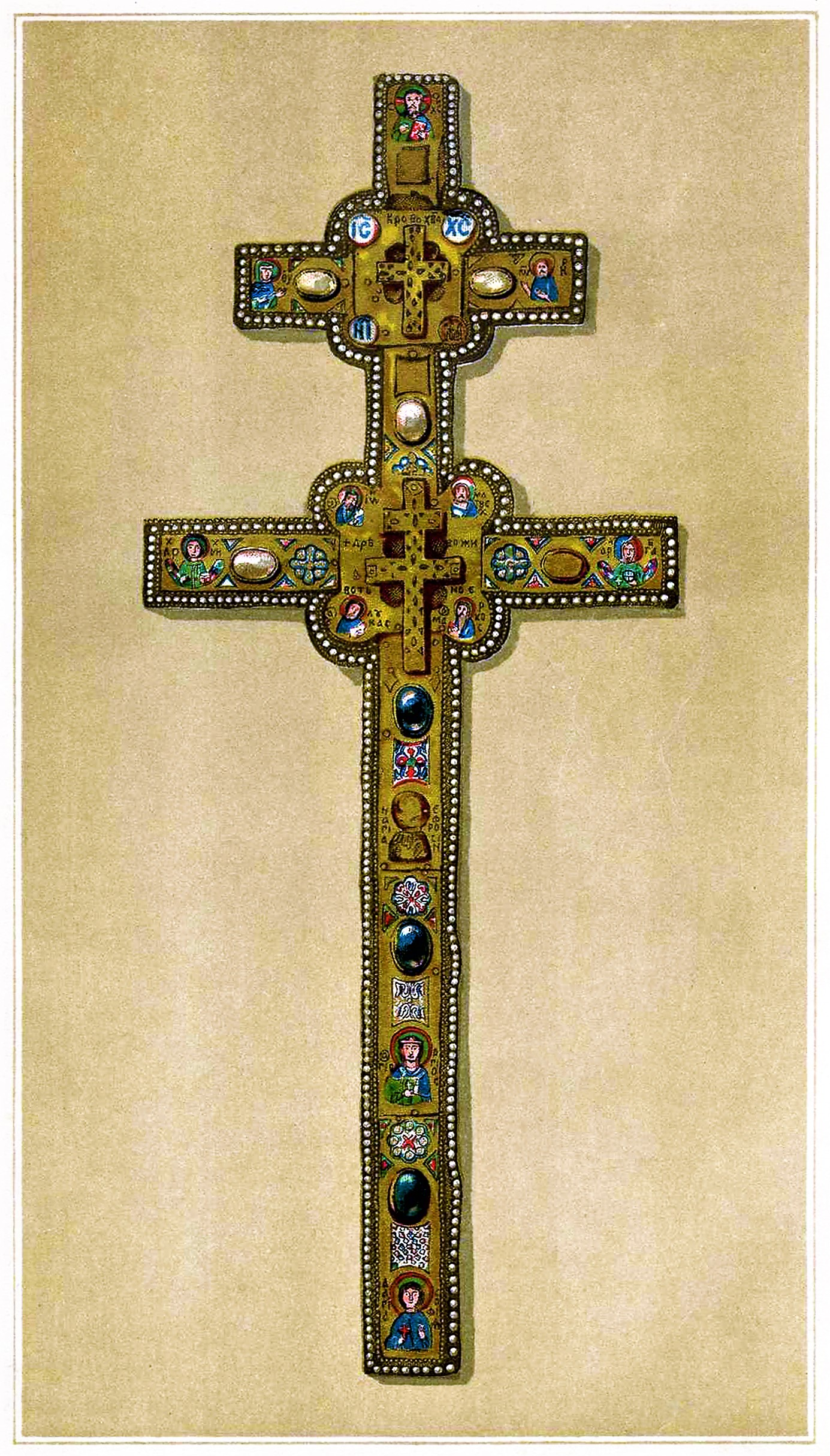
Krzyż Eufrozyny Połockiej na ilustracji w wydanej w 1889 pracy „Белоруссия и Литва”

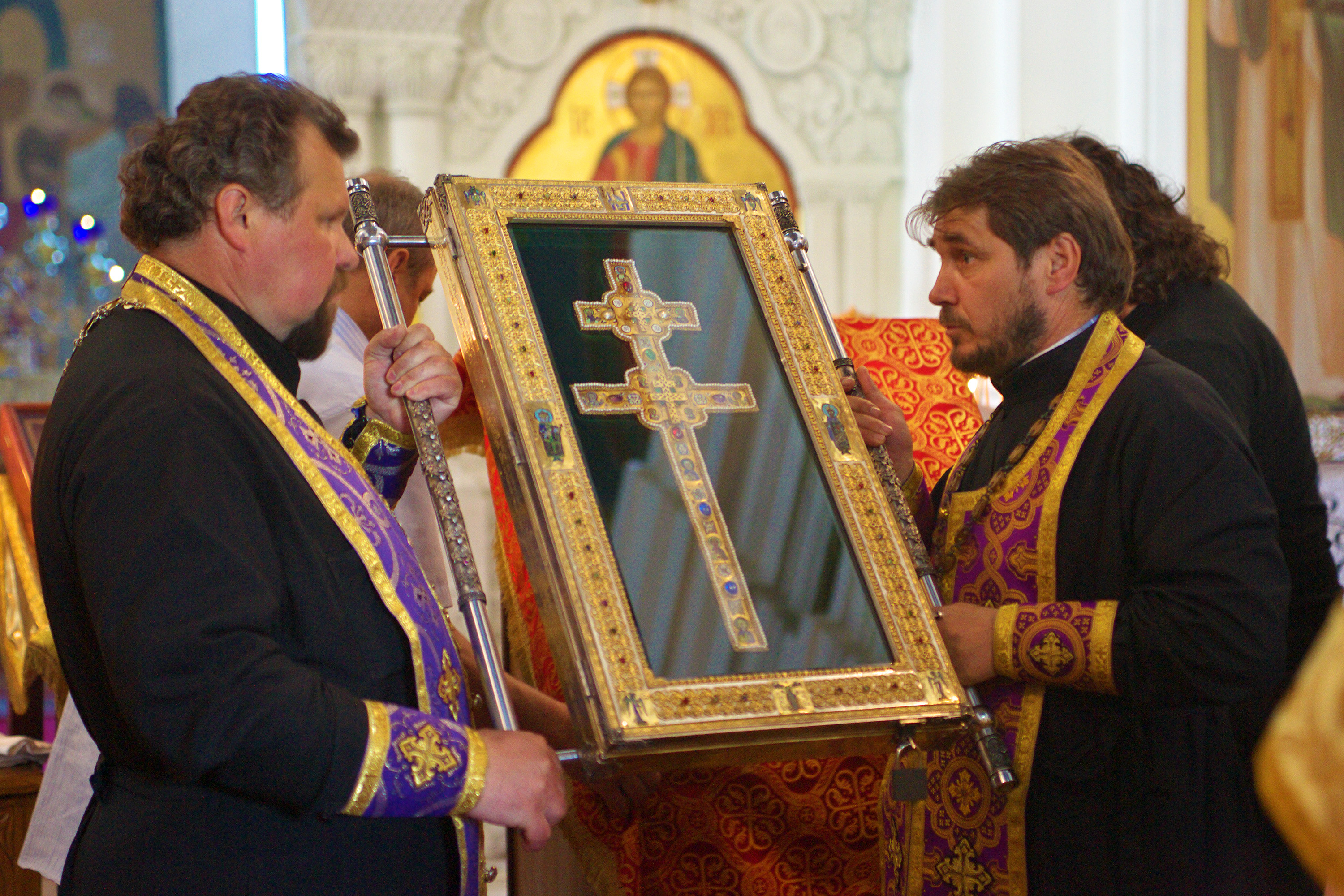
Duchowni prawosławni z kopią krzyża Eufrozyny Połockiej, 2010

Krzyż Eufrozyny Połockiej (biał. Крыж Ефрасінні Полацкай) – krzyż ołtarzowy wykonany na polecenie Eufrozyny Połockiej dla cerkwi Przemienienia Pańskiego w kompleksie założonego przez nią monasteru.

## Historia
Ok. 1128 mniszka Eufrozyna, w życiu świeckim Przedsława, córka księcia połockiego Światosława Wsiesławowicza, założyła w Połocku żeński monaster Przemienienia Pańskiego. W 1161 na jej polecenie w jego kompleksie wzniesiono murowaną cerkiew Przemienienia Pańskiego. Z przeznaczeniem dla tego właśnie obiektu Eufrozyna zamówiła u Łazara Bogszy, jednego z mistrzów pracujących w monasterskiej pracowni przygotowującej utensylia cerkiewne oraz okłady na ikony.
Krzyż pozostał w cerkwi Przemienienia Pańskiego do 1222, gdy książę smoleński Mścisław Dawidowicz napadł na Połock, splądrował miasto, a krzyż zabrał do Smoleńska. Do 1495 obiekt był w zwykłym użytku liturgicznym – był przechowywany w cerkwi na Świętym Stole, służył do błogosławienia wiernych i święcenia wody. W 1495, aby zachować krzyż w dobrym stanie, wykonano jego pierwszą kopię i to jej odtąd używano podczas nabożeństw. Dziewiętnaście lat później Wasyl III po zajęciu Smoleńska polecił przewieźć krzyż do Moskwy. W 1563 Iwan Groźny zabrał go ze sobą na wojnę z Litwą o Inflanty. Po zajęciu Połocka car pozostawił krzyż w mieście. Przechowywano go w soborze Mądrości Bożej i pozostał tam także po zawarciu unii brzeskiej, gdy świątynia ta stała się własnością unitów. Krzyżem opiekowali się bazylianie; w 1812, aby uniknąć jego zrabowania, zamurowali go oni w ścianie świątyni. Krzyż wrócił na dawne miejsce na ołtarzu po zakończeniu wojny francusko-rosyjskiej.
W 1839 w soborze Mądrości Bożej odbył się synod połocki, który ogłosił przyłączenie do Rosyjskiego Kościoła Prawosławnego struktur Kościoła unickiego w Imperium Rosyjskim poza diecezją chełmską. Z inicjatywy biskupa Bazylego (Łużyńskiego), jednego z duchownych, którzy na mocy postanowień synodu zmienili wyznanie, krzyż był uroczyście przenoszony do Moskwy i do Petersburga, gdzie oglądał go car Mikołaj I. Zastanawiał się on nad pozostawieniem obiektu w stolicy Rosji, jednak ostatecznie postanowił przekazać go monasterowi w Połocku, dla którego został wykonany w XII w.
Po rewolucji październikowej, w 1921, władze radzieckie zabrały krzyż z klasztoru. Był następnie eksponowany w Muzeum Historycznym w Mohylewie, po czym przeniesiono go do siedziby partii w Mohylewie, gdyż wielu odwiedzających muzeum oddawało mu publicznie cześć. Krzyż zaginął bez śladu podczas II wojny światowej, a próby jego odnalezienia w prywatnych kolekcjach oraz w zbiorach muzealnych nie dały rezultatów.
W 1992, w związku z obchodami tysiąclecia eparchii połockiej, Egzarchat Białoruski Patriarchatu Moskiewskiego zdecydował o wykonaniu dokładnej kopii zaginionego krzyża. Wykonał go jubiler Nikołaj Kuźmin, gotowy obiekt został wyświęcony w soborze św. Symeona w Brześciu, a następnie przekazany do monasteru Przemienienia Pańskiego i św. Eufrozyny Połockiej w Połocku.

## Opis
Krzyż Eufrozyny Połockiej wykonany był z drewna cyprysowego, ze złotymi i srebrnymi plakietami zdobionymi techniką emaliowania komórkowego, zdobiony również kamieniami szlachetnymi. Techniki emaliowania komórkowego, rzadkiej na ówczesnej Rusi, Łazar Bogsza prawdopodobnie nauczył się w Bizancjum. Krzyż był sześciokrańcowy, o wysokości 52 cm; dolne ramię miało długość 21 cm, zaś górne – 14 cm. Na sześciu końcach krzyża widniały postacie Jezusa Chrystusa, Matki Bożej, Jana Chrzciciela oraz archaniołów Michała i Gabriela. W centralnej części krzyża wykonano natomiast podobizny czterech Ewangelistów.
Krzyż Eufrozyny Połockiej był równocześnie relikwiarzem – znajdowały się w nim cząstka Krzyża Świętego, w którą miała wsiąknąć krew Chrystusa, cząstka Grobu Pańskiego, cząstki relikwii świętych Pantelejmona i Szczepana, krew św. Dymitra.